# Satungal
Satungal (nep. सतुंगल) – gaun wikas samiti w środkowej części Nepalu w strefie Bagmati w dystrykcie Katmandu. Według nepalskiego spisu powszechnego z 2001 roku liczył on 1375 gospodarstw domowych i 5834 mieszkańców (2716 kobiet i 3118 mężczyzn).